# Robert Oubron
Robert Oubron (Goussainville, 18 d'abril de 1913 - París, 7 de febrer de 1989) va ser un ciclista francès que fou professional entre 1935 i 1950. Va combinar la carretera, la pista i el ciclocròs.

## Palmarès en carretera
- 1937
  - Vencedor d'una etapa al Gran Premi Wolber
  - Vencedor d'una etapa al Circuit de l'Oest
- 1939
  - 1r al Tour de Corrèze
  - Vencedor d'una etapa al Circuit de l'Oest

### Resultats al Tour de França
- 1937. 20è de la classificació general
- 1938. 41è de la classificació general i vencedor de 3 etapes

## Palmarès en ciclocròs
- 1941
  -  Campió de França en ciclocròs
- 1942
  -  Campió de França en ciclocròs
- 1943
  -  Campió de França en ciclocròs
- 1944
  -  Campió de França en ciclocròs
- 1946
  -  Campió de França en ciclocròs